# فرودگاه شهری واسکا
فرودگاه شهری واسکا  (به انگلیسی: Waseca Municipal Airport)  یک فرودگاه همگانی باربری  است که یک باند فرود آسفالت دارد و طول باند آن ۱۰۳۶ متر است. این فرودگاه در  کشور ایالات متحده آمریکا قرار دارد و در ارتفاع ۳۴۳ متری از سطح دریا واقع شده است.